# Дриновски правопис
Дриновският правопис носи името на своя създател Марин Дринов, залягайки в основата на първия официален български правопис. Използван е в органа на Българското книжовно дружество, „Периодическо списание“, и се радва на голяма популярност през първите години след Освобождението. Остава в сила до приемането на Иванчевския правопис през 1899 г.

## Основни положения
- Краесловни ерове: по Дриновския правопис, всички думи завършват с графична гласна. Думите, които завършват на съгласна при произнасяне, получават краесловен -ъ или -ь. С -ь се пишат съществителните от женски род (кость, захарь, ...), съществителните от мъжки род, които получават мека членна форма (день, царь), числителните от петь до десеть и производните на десеть, някои неизменяеми думи, производни от горните, като сирѣчь и др. С -ь в мъжки род нечленувана форма се пишат и прилагателните, които в женски род окончават на -я: синь.
- Отбелязване на звука [ъ]. На етимологическа основа звукът [ъ] се отбелязва с бувките -ъ, -ѫ (голяма носовка) и -ѭ (йотувана голяма носовка). С -ъ се пишат думите, които в старобългарски са имали -ъ или -ь, а с -ѫ се пишат корените, съдържали същия звук в старобългарски. Глаголните окончания за 1 л. ед.ч. и 3 л. мн.ч. сег. време на глаголите от I спр. и II спр. се пишат с -ѫ и -ѭ (след мека съгласна и след гласна): метѫ, метѫтъ, летѭ, летѭтъ, стоѭ, стоѭтъ. С -ѫ се пише и окончанието за 3 л. мн.ч. мин. св. и мин. несв. време на всички глаголи: видѣхѫ, рекохѫ, искахѫ, ходехѫ. С -ѭ се пише и местоимението нея и съкратената му форма я: неѭ, ѭ.
- -ѫ се пише и в наставката -на във всички форми на някои глаголи от второ спрежение: стигнѫ, минѫлата и т.н., а също така и в думите винѫги и веднѫжъ.
- Употреба на буквата -ѣ (ятъ): Е-двойно се пише в корените на думите, които са го съдържали в старобългарския, в глаголите, които окончават на -ѣе „-ее“ и -ѣѭ „-ея“:сѣѭ, пѣѭ, сѣе, пѣе, ..., във формите на глаголите за мин. свършено и мин. несвършено време: видѣхъ, видѣ, видѣлъ,..., във формите за мин. време на повелително наклонение: Не сѫдѣте, за да не бѫдете сѫдени!, в края на наречията, завършващи на -ѣ „-е“: добрѣ, злѣ, дѣ, послѣ, подирѣ, отдирѣ, горѣ, долѣ, накѫдѣ и др. с изключение на: още, не, въобще, поне, иначе, хеле, вусе и свише, във формите на местоименията: тѣ, тѣзъ, тѣзи, онѣ (или они), онѣзъ, онѣзи, в завършека на старото двойствено число: рѫцѣ, нозѣ, крилѣ, колѣнѣ, мѫдѣ,...
- Изписване на ѫ на етимологическото му място при съчетание на предлог и съществителни от ж.р., ед.ч., завършващи на -а: въ горѫтѫ, на масѫтѫ, прѣдъ кѫщѫтѫ и т.н.
- Употреба на членни форми: при съществителните от м.р. ед.ч. Дринов пише само пълен член -тъ, добавян без да се премахва краесловния ер, който по този начин се озвучава: ножътъ, царьтъ, а прилагателните в същата форма членува с -ий[1]. Съществителните от женски род винаги се членуват с -та, без да се премахва евентуалния краесловен ер: жената, костьта. Съществителните от мн. ч. се членуват с -тѣ мѫжетѣ, женитѣ.
- Народните отглаголни съществителни се пишат с окончание -нье: писанье, четенье. С -ь се пишат и някои думи, като лозье, здравье и т.н.
- Дринов е смятал буквата -щ за излишна и е предлагал да се пише шт вместо нея: штъркелъ, но по-късно я възстановява.